# Sportler des Jahres 2003 (Deutschland)
Die Sportler des Jahres 2003 in Deutschland wurden am 21. Dezember im Kurhaus Baden-Baden vor 700 geladenen Gästen ausgezeichnet. Veranstaltet wurde die Wahl zum 57. Mal von der Internationalen Sport-Korrespondenz (ISK). 1500 Sportjournalisten beteiligten sich bei der Stimmabgabe.

## Männer
|     | Sportler           | Sportart              | Punkte | Erfolge 2003                                                                                                  |
| --- | ------------------ | --------------------- | ------ | --- |
| 1.  | Jan Ullrich        | Radsport              | 3388   | Zweiter Tour de France                                                                                        |
| 2.  | Michael Schumacher | Formel 1              | 2862   | Weltmeister                                                                                                   |
| 3.  | Ronny Ackermann    | Nordische Kombination | 1897   | Weltmeister Einzel, Zweiter Sprint u. Mannschaft, Gesamtweltcup-Sieger                                        |
| 4.  | Rainer Schüttler   | Tennis                | 1665   | Finalist Australian Open, Sieger ATP-Turniere Tokio u. Lyon                                                   |
| 5.  | Dirk Nowitzki      | Basketball            | 1222   | NBA Conference Finals, Berufung All-NBA Second Team                                                           |
| 6.  | Ricco Groß         | Biathlon              | 1124   | Weltmeister Verfolgung u. Staffel, Zweiter Sprint, Dritter Einzel                                             |
| 7.  | Jochen Schümann    | Segeln                | 1051   | Sieger America’s Cup mit dem Schweizer Team (als Sportdirektor)                                               |
| 8.  | Sven Ottke         | Boxen                 | 0794   | WBA-Weltmeister Supermittelgewicht                                                                            |
| 9.  | Thomas Rupprath    | Schwimmsport          | 0663   | Weltmeister 50 m Rücken Kurzbahneuropameister 50 u. 100 m Rücken, 4 × 50 m Lagen, Zweiter 100 m Schmetterling |
| 10. | Axel Teichmann     | Skilanglauf           | 0609   | Weltmeister 15 km klassisch, Zweiter Staffel                                                                  |

## Frauen
|     | Sportlerin         | Sportart       | Punkte | Erfolge 2003 |
| --- | ------------------ | -------------- | ------ | --- |
| 1.  | Hannah Stockbauer  | Schwimmen      | 4670   | Weltmeisterin 400 m, 800 m u. 1500 m Freistil                                                                                           |
| 2.  | Anni Friesinger    | Eisschnelllauf | 2961   | Weltmeisterin 1000, 1500 u. 3000 m |
| 3.  | Birgit Prinz       | Fußball        | 1987   | Weltmeisterin u. WM-Torschützenkönigin, UEFA-Woman’s-Cup-Siegerin mit dem 1. FFC Frankfurt                                              |
| 4.  | Martina Glagow     | Biathlon       | 1558   | Weltmeisterin Verfolgung, Dritte Staffel                                                                                                |
| 5.  | Evi Sachenbacher   | Skilanglauf    | 1240   | Weltmeisterin Staffel, Zweite Verfolgung                                                                                                |
| 6.  | Sylke Otto         | Rennrodeln     | 0769   | Weltmeisterin Einzel u. Mannschaft, Gesamtweltcup-Siegerin                                                                              |
| 7.  | Antje Buschschulte | Schwimmen      | 0719   | Weltmeisterin 100 m Rücken, Zweite 4 × 100 m Freistil Kurzbahneuropameisterin 100 u. 200 m Rücken, Zweite 50 m Rücken u. 4 × 50 m Lagen |
| 8.  | Claudia Pechstein  | Eisschnelllauf | 0581   | Weltmeisterin 5000 m, Zweite 3000 m, Vizeweltmeisterin Mehrkampf                                                                        |
| 9.  | Annika Becker      | Leichtathletik | 0509   | Vizeweltmeisterin Stabhochsprung |
| 10. | Regina Halmich     | Boxen          | 0507   | WIBF-Weltmeisterin Fliegengewicht |

## Mannschaften
|     | Sportler                                                        | Sportart      | Punkte | Erfolge 2003                                                     |
| --- | --------------------------------------------------------------- | ------------- | ------ | ---------------------------------------------------------------- |
| 1.  | Fußballnationalmannschaft der Frauen                            | Fußball       | 5329   | Weltmeister                                                      |
| 2.  | VfB Stuttgart                                                   | Fußball       | 2163   | Bundesligazweiter, Achtelfinale Champions League                 |
| 3.  | Biathlonstaffel Männer (Sendel, Fischer, Groß, Luck)            | Biathlon      | 1887   | Weltmeister                                                      |
| 4.  | Handballnationalmannschaft der Männer                           | Handball      | 1818   | Vizeweltmeister                                                  |
| 5.  | Skilanglaufstaffel Frauen (Henkel, Bauer, Künzel, Sachenbacher) | Skilanglauf   | 1616   | Weltmeister                                                      |
| 6.  | Hockeynationalmannschaft der Männer                             | Hockey        | 0985   | Europameister, Hallenweltmeister                                 |
| 7.  | Bobteam André Lange (Lange, Kuske, Hoppe, Embach)               | Bobsport      | 0669   | Weltmeister Zweier- u. Viererbob, Gesamtweltcup-Sieger Viererbob |
| 8.  | Dressur-Equipe (Salzgeber, Kemmer, Husenbeth, Werth)            | Dressurreiten | 0105   | Europameister                                                    |
| 9.  | Springreiter-Equipe (Ehning, Ahlmann, Becker, Beerbaum)         | Springreiten  | 0463   | Europameister                                                    |
| 10. | Eishockeynationalmannschaft der Männer                          | Eishockey     | 0329   | Viertelfinale Weltmeisterschaft                                  |